# Australian Orchid Review
Australian Orchid Review (abreviado Austral. Orchid Rev.) es una revista científica publicada en Sídney desde el año 1936 hasta ahora.